# Chiara Oliver Williams

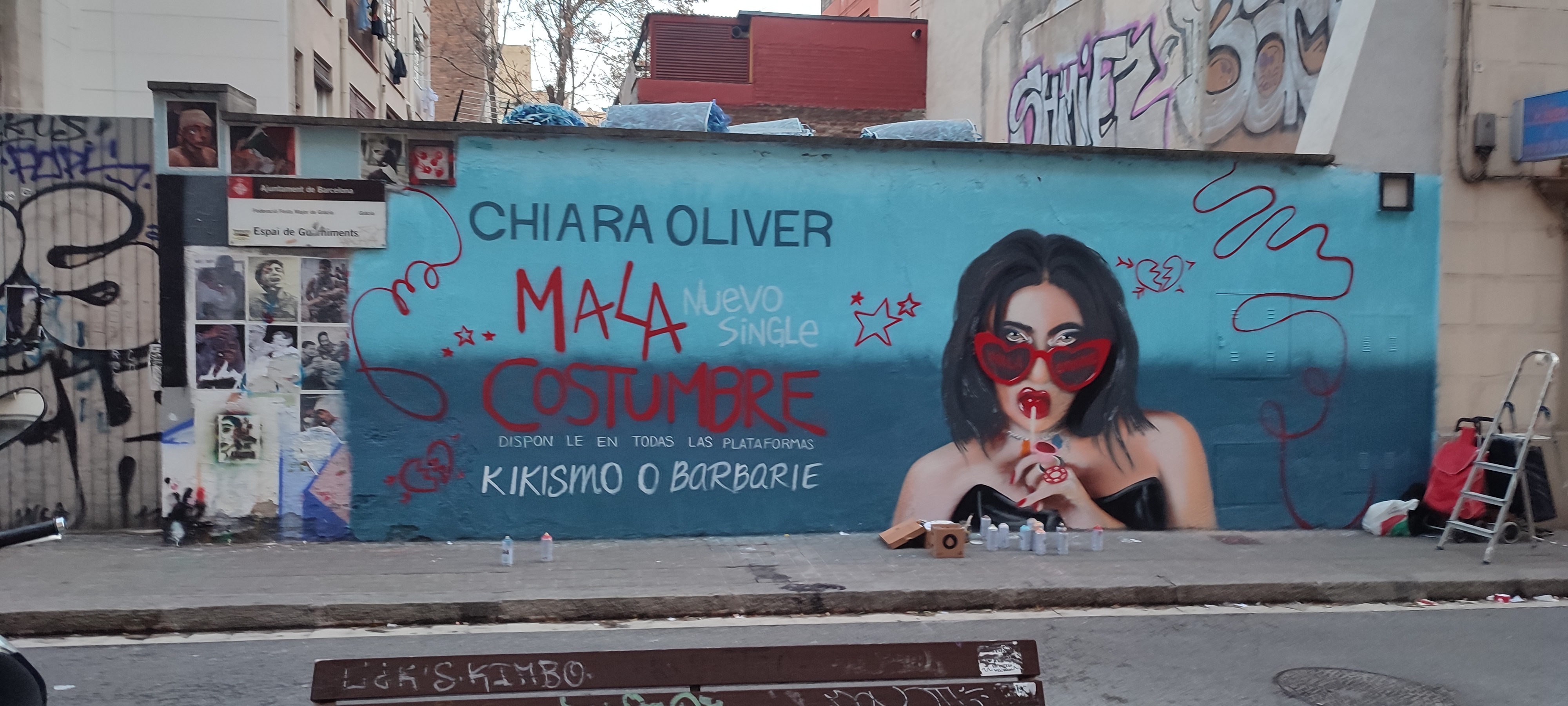
Mural a la Travessera de Gràcia que reprodueix la coberta del seu primer senzill, «mala costumbre».

Chiara Oliver Williams   (Ciutadella de Menorca, 11 de març de 2004) és una cantant menorquina d'ascendència anglesa.

## Biografia
De pare menorquí i mare anglesa, professa des d'infant una passió per la música. Així doncs, es va començar a formar en aquest àmbit de petita, concretament a l'Escola Municipal de Música de Ciutadella i al Conservatori de Menorca. Va pujar a un escenari per primera vegada a 6 anys com a candidata a un concurs de talent d'un hotel, però mai va arribar a participar en La Voz Kids. Des dels 15 anys, treballa als estius cantant en hotels i restaurants de Menorca. Actualment, estudia cant modern a l'Escola Superior de Música de Catalunya, situada a Barcelona.
Té una trajectòria destacable en concursos de talents: el 2019 va arribar a la final de Got Talent España, el 2022 va participar en La Voz (a l'equip de Laura Pausini) i el 2023 va entrar també a Operación Triunfo 2023. Ha fet concerts a les poblacions de Maó, Sant Lluís, Ciutadella, es Mercadal i Ferreries. L'estiu del 2023, va actuar en la representació del musical menorquí Els Pirates, en el marc del festival Pedra Viva. La seva mare li fa de representant.
Pel Dia de la Dona del 2021, va ser una de les vint dones balears a musicar i adaptar al català el poema Ocho de marzo de Gioconda Belli sota el títol Vuit de març és cada dia. La cançó va comptar amb un videoclip produït per l'STEI Intersindical. Algunes de les artistes a qui va acompanyar són Miquela Lladó, Clara Fiol, Pilar Reiona i Marta Elka.
Pel que fa a les aptituds musicals, sap compondre i toca la guitarra, el piano i el baix. D'altra banda, la cantant estatunidenca Olivia Rodrigo representa una influència musical per a ella.

## Vida personal
Actualment, la cantant resideix a Barcelona. Pel que fa a l'orientació sexual, és obertament lesbiana. D'altra banda, té diagnosticat TDAH, cosa que va visibilitzar durant la seva estada a Operación Triunfo 2023.

## Discografia

### EP
- la libreta rosa (Universal Music Spain, 2024)
- la última página (Universal Music Spain, 2025)

### Senzills
- «mala costumbre» (2024)
- «3 de febrero» (2024)
- «la invitada» (2024)
- «el parque» (amb Violeta Hódar) (2024)
- «Fa Dies» (amb The Tyets) (2024)
- «bucle» (2024)
- «otro día» (2025)